# Sasova (Vaslui)
Sasova es una localidad rumana de la comuna de Rebricea, en el condado de Vaslui.

## Historia
Hacia comienzos del siglo XX la localidad, que ya por entonces pertenecía al condado de Vaslui, formaba parte de la comuna de Bodești y tenía contabilizada una población de 119 habitantes.
En la segunda mitad del siglo XX la localidad había pasado a formar parte de la comuna de Rebricea. En el censo de 2021 la localidad tenía una población de 230 habitantes.